# Guillaume de Poitiers (chroniqueur)
Pour les articles homonymes, voir Guillaume de Poitiers.
Guillaume de Poitiers, né aux Préaux près de Pont-Audemer vers 1020 et mort en 1090, est un chroniqueur normand.

## Biographie
Né dans une famille normande influente, Guillaume de Poitiers étudie, après avoir été soldat, à Poitiers et à son retour en Normandie, devient l’aumônier du duc Guillaume II et archidiacre de Lisieux et se distingue comme le plus savant de ses condisciples. Dans la courte biographie que lui a consacré Orderic Vital dans son Historia ecclesiastica, il dit qu’il a également versifié. Sa sœur était abbesse de l’abbaye Saint-Léger de Préaux.
Guillaume de Poitiers est l’auteur dans un style imitant Salluste d’une vie élogieuse du duc, les Gesta Guillelmi II ducis Normannorum, rédigés entre 1073 et 1074. La partie conservée, le début et la conclusion ayant été perdus, couvre la période entre 1047 et 1068. Bien que peu fiables en ce qui concerne les affaires d’Angleterre, les Gesta Guillelmi donnent des détails de valeur sur la vie de Guillaume le Conquérant : on  trouve une description détaillée des préparations pour la conquête de l'Angleterre, de la bataille de Hastings et de ses conséquences. Ordéric Vital y a puisé pour son Histoire de Normandie.